# Sens-Beaujeu
Sens-Beaujeu is een gemeente in het Franse departement Cher (regio Centre-Val de Loire) en telt 413 inwoners (2004). De plaats maakt deel uit van het arrondissement Bourges.

## Geografie
De oppervlakte van Sens-Beaujeu bedraagt 22,1 km², de bevolkingsdichtheid is 18,7 inwoners per km².
De onderstaande kaart toont de ligging van Sens-Beaujeu met de belangrijkste infrastructuur en aangrenzende gemeenten.

## Demografie
Onderstaande figuur toont het verloop van het inwonertal (bron: INSEE-tellingen).